# Леонор (герцогиня Готландська)
Принцеса Леонор Ліліан Марія герцогиня Готландська (швед. H. K. H. Prinsessan Leonore Lilian Maria, Hertiginna av Gotland; англ. Princess Leonore, Duchess of Gotland; *20 лютого 2014 р., м. Нью-Йорк) — принцеса Швеції, герцогиня Готланду, перша дитина шведської принцеси Мадлен герцогині Гельсінґландської і Ґестрікландської, та її чоловіка Крістофера О'Ніла; внучка правлячого короля Швеції Карла XVI Густава та його дружини королеви Сільвії. 

З 7 жовтня 2019 року згідно комюніке про зміни в шведському королівському домі принцеса Леонор втратила звання Її Королівська Високість; титули принцеси та герцогині Готландської, які їй надав король за нею зберігаються. Надалі вона не буде виконувати королівські обов'язки. 

## Нагороди
- Кавалер Ордену Серафимів згідно права народження.